# Trương Công Hy
Thượng thư Trương Công Hy (1727-1800) tước hiệu Đặc tấn Kim tử Vinh lộc thượng đại phu, Binh bộ thượng thư, Hình bộ thượng thư Thùy ân hầu hai triều chúa Nguyễn và Tây Sơn. Là một vị đại quan về yên nghỉ ở quê nhà đến nay tròn 215 năm qua. Lăng mộ của ông được xây dựng theo kiến trúc đặc trưng triều Tây Sơn,  từng trải qua nhiều cơn binh lửa và được chính người dân quê hương ngài bảo vệ cho đến ngày nay, trước khi được công nhận là di tích lịch sử cấp quốc gia.

## Tiểu sử
Lưỡng bộ Thượng thư Trương Công Hy sinh năm 1727 tại làng Thanh Quất, nay là làng Thanh Quýt, xã Điện Thắng Trung, huyện Điện Bàn, tỉnh Quảng Nam.
Ông là một vị quan nổi tiếng thanh liêm, được trọng dụng và có nhiều công trạng trong hai Triều đại nhà Tây Sơn (Quang Trung và Cảnh Thịnh).
Theo sử liệu và phả tộc, Thượng thư Trương Công Hy là con trưởng cụ tổ đời thứ sáu của Nội bộ Toàn Nhị thuyền Ngũ trưởng Tân Đức Bá Trương Công Kỳ, một vị tướng hải quân dưới triều hậu Lê, nhờ vậy đã được đưa ra kinh đô học hành chu đáo từ nhỏ.
Ông thi đỗ Nhiêu học rồi Hương Cống, tương đương cử nhân ngày nay dưới triều Võ Vương Nguyễn Phúc Khoát và được bổ làm huấn đạo, ra kinh làm thầy dạy cho các ấu chúa nhà Nguyễn, trong đó có chúa Nguyễn Phúc Dương.
Năm 1774, Trương Công Hy đã đưa ấu chúa Nguyễn Phúc Dương đi ẩn náu, sau đó về quê cũ Quảng Nam ẩn dật.
Năm 1775, ông liên lạc được với Nguyễn Nhạc tại Hội An. Từ đó, ông ra cộng tác với nhà Tây Sơn, khởi đầu với chức Tri phủ Điện Bàn, bắt tay vào chấn chỉnh lại bộ máy chính quyền cấp xã, thôn, tổ chức khẩn hoang, khuyến khích nhân dân sản xuất, phát triển kinh tế địa phương, đồng thời cho mở trường dạy học ở xã, huyện. Nhờ đức độ hơn người, có khả năng thu phục nhân tâm và có nhìn thấy chính nghĩa, ông lại được tin dùng và lần lượt được Nguyễn Nhạc bổ làm Tri phủ Điện Bàn.
Năm 1786, Trương Công Hy được giao giữ chức Khâm sai trấn Quảng Nam (thuộc phạm vi quản lý của Nguyễn Huệ). Ông cùng các quan lại địa phương triển khai các hoạt động kinh tế, xây dựng lực lượng phòng thủ để sẵn sàng đối phó với quân của Nguyễn Ánh từ trong Nam tiến ra.
Năm 1788, Khi Nguyễn Huệ lên ngôi hoàng đế, Trương Công Hy được giao giữ chức Hình bộ Thượng thư và tiếp tục giữ chức này dưới triều vua Cảnh Thịnh.
Năm 1798, khi đã 71 tuổi, ông xin về quê trí sĩ và được vua Cảnh Thịnh phong thêm chức Binh bộ Thượng thư, tước Thùy Ân hầu.
Ngày 17 tháng 5 năm 1800, cụ ốm nặng và mất trong một sự kiện đặc biệt khi hay tin viên tướng Tây Sơn trấn giữ thành Quy Nhơn đã đem 1 vạn quân sĩ ra hàng Nguyễn Phúc Ánh. Khi ông mất, triều đình nhà Tây Sơn đã cấp một khu đất rộng hơn 4.000 mét vuông và  xây dựng lăng mộ với phong cách kiến trúc độc đáo để ghi nhận công lao đóng góp to lớn cho đại nghiệp và truy tặng cho ngài chức Hình bộ Thượng thư. Chính vậy, mà có danh xưng đầy tôn kính là “Lưỡng bộ Thượng Thư”.
Trong suốt sự nghiệp của mình, ngài Trương Công Hy luôn là một vị quan thanh liêm, chính trực, biết lo cho dân, cho sự nghiệp thống nhất đất nước ở thời điểm đó. Trong bút tích ngài để lại đến ngày nay, vẫn cho thấy một vị quan đại thần lúc về an trí ở quê nhà, vẫn chỉ có vài mẫu rộng hương hỏa của cha ông để lại và dành chia cho các con, dành xây dựng từ đường để thờ phụng tổ tiên…
Tương truyền, ông được nhà vua cấp cho 500 mẫu ruộng ở gần dinh trấn Thanh Chiêm. Số ruộng này, cụ Trương Công Hy phân phát cho người dân địa phương canh tác mà không nhận bất cứ một huê lợi nào. Ngày nay, người dân xã Điện Phương vẫn còn gọi cánh đồng kéo dài đến Lai Nghi, Cẩm Hà là “đồng Quan Thượng”.

## Liên kết
- Lưỡng bộ Thượng thư Trương Công Hy - Hai thế kỷ trong lòng dân Lưu trữ ngày 14 tháng 7 năm 2015 tại Wayback Machine